# Ivakić
Ivakić je priimek več znanih oseb:
- Joza Ivakić (1879—1932), pisatelj in dramaturg
- Mihovil Ivakić (1752—1831), prevajalec
- Vladoje Ivakić (1880—1959), pisatelj